# Nóra Valovics
Nóra Valovics (* 9. August 1986 in Budapest, Ungarn) ist eine ungarische Handballspielerin.

## Leben

### Karriere
Valovics begann ihre Profi-Karriere 2003 mit dem FTC Budapest und wechselte 2006 zum Ligarivalen Kiskunhalas NKSE. Ein Jahr später versuchte sie ihr Glück in der Isländischen Liga bei Valur Reykjavík, mit dem sie am Challenge Cup in der Saison 2007/08 teilnahm. Nach nur einer Saison in der Isländischen Liga kehrte Valovics nach Ungarn zu Kiskunhalas NKSE zurück.
Zum Start der Saison 2008/09 wechselte sie zu Ferencváros Budapest und 2010 schloss sich Valovics den Siófok KC an. Im Januar 2011 verletzte sie sich schwer und unterbrach ihre Karriere, ab dieser Verletzung agierte Valovics als Stand-by Profi bei Siófok KC. Im Oktober 2011 schloss sie sich erneut Kiskunhalas NKSE an. Nachdem Valovics in der Saison 2013/14 für Debreceni VSC aufgelaufen war, schloss sie sich MTK Budapest an. 2016 wechselte sie zu PC TRADE Szeged KKSE und 2018 nach Esztergomi.

### International
Valovics vertrat ihr Heimatland Ungarn bei der Universitäts-Handball-Weltmeisterschaft 2006 in Danzig, Polen.

### Beachhandball
2017 gehörte Valovics der Mannschaft OVB Beach Girls im Beachhandball an. Mit der Mannschaft wurde sie Dritte bei den ungarischen Meisterschaften, stand im Finale um den ungarischen Pokal, das gegen 2 Cool Ya verloren wurde und nahm an den Beach Handball Tour Masters Finals 2017 in Gaeta teil, wo die Beach Girls den vierten Platz belegten.